# Гужівка
Гужі́вка — село в Україні, у Прилуцькому районі Чернігівської області. Входить до складу Ічнянської міської громади. Населення становить 977 осіб.

## Географія
Село Гужівка розташоване в північній частині району за 6 км на схід від центру громади — міста Ічня. Поруч проходять автомобільна дорога Т 2515 та залізниця Бахмач — Прилуки, на якій розташований зупинний пункт 702 км Найближча залізнична станція — Ічня Полтавської дирекції залізничних перевезень.
Відстань від Чернігова — близько 150 км (автошляхами — 162 км). Поряд проходить залізниця
Площа села близько 3 км². Висота над рівнем моря — 152 м. Через село селу протікає струмок з загатою.

## Історія
Поблизу села виявлено поселення доби неоліту (V — IV тисячоліття до н. е.), кургани і поселення епохи бронзи (II тисячоліття до н. е.) і поселення скіфського періоду (V — III століття до н. е.).
Село засноване в першій половині XVI сторіччя (офіційною датою заснування вважається 1500 рік). 
У 1759 році село у володіння на ранг генерального осавула отримав Іван Журавка (Жоравка).
У 1787 році населення Гужівки складало 1918 осіб.
З 1861 року у складі Ічнянської волості Борзнянського повіту.
У квітні 1919 року біля села Гужівки отаман Ангел за підтримки отамана Зеленого вступив у бій з російськими чекістами та червоними кіннотниками, де полягло понад 400 українських бійців..
У селі розташовувалася Преображенська церква, що її знищили комуністи.
У 30-х роках XX сторіччя село постраждало внаслідок голодомору. Зареєстровано збройний опір селян бандам «буксирів», до яких вербувалися навіть місцеві підлітки, зокрема Уляна Скакодубова. Подія мала великий резонанс. Газета чернігівського обкому комсомолу «Комуна» у лютому 1933 року вимагала каральних акцій проти населення Гужівки.
416 жителів села брали участь у Другій світовій війні , 263 з них — загинули, 300 — нагороджені орденами і медалями СРСР. В 1960-х роках у селі встановлено пам'ятник на честь прорадянських активістів 20-их рр. ХХ ст. та радянських воїнів, загиблих у боях із німецькою армією. У 1976 році споруджено пам'ятник В. І. Леніну.
В повоєнний час у селі знаходилася центральна садиба колгоспу «Ленінський шлях» за яким було закріплено 4096 гектарів сільськогосподарських угідь, у тому числі 3002 га орної землі. Господарство вирощувало зернові культури, займалося м'ясо-молочним тваринництвом.
На початку 1970-х населення села становило 1502 особи. Нині(коли?) в селі проживає 977 мешканців. У 2018 році громада встановила меморіальну дошку на честь Василя Теребуна, керівника осередку ОУН, уродженця цієї місцевості.
До 2017 року центр Гужівської сільської ради.

## Населення

### Мова
Розподіл населення за рідною мовою за даними перепису 2001 року:
| Мова            | Кількість | Відсоток |
| --------------- | --------- | -------- |
| українська      | 951       | 97.34%   |
| російська       | 25        | 2.56%    |
| інші/не вказали | 1         | 0.10%    |
| Усього          | 977       | 100%     |

## Інфраструктура
На території села працюють загальноосвітня школа, дитячий садок, будинок культури, ФАП, відділення зв'язку, магазини.

## Відомі люди
- Олександр Канюка (1910 —2000) — український графік, живописець та письменник.
- Василь Теребун (1928 — ?) — організатор молодіжної підпільної групи ОУН у селі Кинашівка Борзнянського району, що діяла з 1947 по 1950 рік. Засуджений на 25 років виправно-трудових таборів, помер у засланні[10].